# Hot d’or
Der Hot d’or ist der bekannteste europäische Filmpreis im Pornofilmgewerbe. Er wurde von der französischen Zeitschrift Hot Vidéo in den Jahren 1992 bis 2001 alljährlich im Sommer in Cannes oder Paris verliehen. Im Oktober 2009 wurde die Verleihung mit der Preisverleihung in Paris erneut aufgenommen.
Die Preise werden, ähnlich wie bei anderen Filmpreisen, in verschiedenen Kategorien sowohl an Personen (Darsteller, Regisseure etc.) als auch an Filmprojekte für herausragende Leistungen verliehen.

## Gewinner

### Weibliche Darsteller

#### Best Actress – Professional Vote
- 2001: Océane

#### Best Supporting Actress
- 2001: Estelle Desanges, Project X

#### Meilleure Actrice Européenne / Best European Actress
- 1993: Angelica Bella
- 1994: Tabatha Cash
- 1995: Draghixa, Le parfum de Mathilde (Video Marc Dorcel)
- 1996: Coralie
- 1997: Laure Sainclair
- 1998: Laure Sainclair, Les Nuits de la Presidente
- 1999: Nikki Anderson, L'Enjeu du Désir
- 2000: Laura Angel
- 2001: Daniella Rush, Orgie en noir
- 2009: Tarra White

#### Meilleure Actrice Étrangère / Best Foreign Actress
- 1992: Zara Whites

#### Meilleure Actrice Européenne 2nd rôle / Best European Supporting Actress
- 1992–1995: nicht verliehen
- 1996: Elodie Chérie
- 1997: Olivia Del Rio, La Ruée vers Laure (Video Marc Dorcel)
- 1998: Coralie
- 1999: Dolly Golden
- 2000: Sylvia Saint, Le Contrat des Anges
- 2001: Estelle Desanges

#### Meilleure Starlette Européenne / Best European New Starlet
- 1992: nicht verliehen
- 1993: Tabatha Cash
- 1994: Valy Verdi
- 1995: Barbara Doll
- 1996: Laure Sainclair
- 1997: Nikki Andersson, Sweet Lady
- 1998: Jade
- 1999: Kate More
- 2000: Meridian
- 2001: Judith Fox
- 2009: Black Angelika

#### Meilleure Actrice Française / Best French Actress
- 1992: Tenessy
- 1995: Coralie
- 2000: Dolly Golden
- 2001: Océane, Project X
- 2009: Katsuni

#### Meilleure Starlette Française / Best French New Starlet
- 2000: Estelle Desanges
- 2001: Clara Morgane
- 2009: Angeil Summers

#### Meilleure Actrice Américaine / Best American Actress
- 1992: Ashlyn Gere
- 1995: Ashlyn Gere
- 1996: Jenna Jameson
- 1997: Jenna Jameson
- 1998: Jenna Jameson, Sexe de Feu, Coeur de Glace
- 1999: Jill Kelly
- 2000: Stacy Valentine
- 2001: Tera Patrick, La Croisee du Desir
- 2009: Jesse Jane

#### Meilleure Starlette Américaine / Best American New Starlet
- 1995: Chasey Lain
- 1996: Jenna Jameson
- 1998: Stacy Valentine
- 1999: Alisha Klass
- 2000: Tera Patrick
- 2001: Briana Banks
- 2009: Kayden Kross

#### Meilleure performeuse française
- 2009: Cecilia Vega

#### Meilleure performeuse européenne / Best European performer
- 2009: Tarra White

#### Meilleure performeuse américaine / Best American performer
- 2009: Jenna Haze

### Männliche Darsteller

#### Best Actor – Professional Vote
- 2001: Sebastian Barrio

#### Best Supporting Actor
- 1997: Richard Langin, The Pyramid
- 2001: Marc Barrow, Professional Gros Cul

#### Meilleur acteur européen / Best European Actor
- 2000: Ian Scott, L'Emmerdeuse
- 2001: Ian Scott, Max
- 2000: Dolly Golden, Les Tontons Tringleurs
- 2009: Chucky Ice

#### Best European Supporting Actor
- 2000: Marc Barrow, Hotdorix

#### Best New European Actor
- 1997: Philippe Dean, The Pyramid
- 2000: Titof

#### Meilleur acteur français / Best French Actor
- 2001: Sebastien Barrio
- 2009: Sebastien Barrio

#### Meilleur acteur américain / Best American Actor
- 1998: Mark Davis, Zazel
- 2000: Randy Spears, DMJ 6
- 2001: Mark Davis, La Fille de Justine
- 2009: Evan Stone

#### Meilleur performeur américain / Best American Performer
- 2009: Lexington Steele

### Regie

#### Best Director
- 2001: Pierre Woodman, Madness

#### Best Director – Professional Vote
- 2001: Fred Coppula

#### Meilleur nouveau réalisateur
- 1995: Rocco Siffredi
- 1996: Christophe Clark
- 1997: Kris Kramski

#### Meilleur Réalisateur Européen / Best European Director
- 1993: Michel Ricaud
- 1994: Michel Ricaud
- 1995: Marc Dorcel
- 1996: Marc Dorcel
- 1997: Pierre Woodman,  The Pyramid
- 1998: Pierre Woodman, Tatiana
- 1999: Alain Payet, La Dresseuse (Blue One)
- 2000: Fred Coppula, L'Emmerdeuse

#### Meilleur Réalisateur Etranger
- 1992: John Leslie

#### Meilleur Nouveau Directeur Européen / Best European New Director
- 1998: Anita Rinaldi
- 1999: Fred Coppula, Niqueurs Nés (Blue One)
- 2000: Gabriel Zéro, La Verité si tu bandes!
- 2001: nicht verliehen

#### Best American Director
- 1998: Kris Kramski
- 2000: Michael Ninn, Rituals

#### Best New American Director
- 1998: Philip Mond, Zazel

### Hot d’Or d'Honneur
- 1994: Zara Whites
- 1999: Jenna Jameson
- 1999: Laure Sainclair
- 2000: Ona Zee
- 2001: Larry Flynt
- 2001: Sharon Mitchell
- 2001: Paul Fishbein
- 2001: Ovidie

### Filme

#### Best Movie
- 2001: Hell, Whores and High Heels (Pirate/Private)
- 2001: Stavros 1: Der Mythos (Colmax)

#### Best Movie - Professional Vote
- 2001: Max (Blue One)

#### Meilleur Film Européen / Best European Movie
- 1993: Arabica
- 1994: Délit de Séduction (Video Marc Dorcel)
- 1995: Citizen Shane (Video Marc Dorcel)
- 1996: La Princesse et la Pute (Video Marc Dorcel)
- 1997: The Pyramid, Pierre Woodman (Private)
- 1998: Tatiana, Pierre Woodman (Private)
- 1999: L'Enjeu du Désir
- 2000: L'Emmerdeuse, Fred Coppula
- 2009: Billionaire

#### Meilleur Film Étranger
- 1992: La Chatte 2

#### Meilleur Film Français / Best French Movie - Middle Budget
- 1999: Niqueurs Nés (Blue One)
- 2000: La Soirée des Connes (JTC)
- 2001: Stavros 1: Der Mythos (Colmax)

#### Meilleur Film Américain / Best American Movie
- 1998: Lisa
- 2000: Rituals, Michael Ninn
- 2009: Pirates 2, Stagnetti’s Revenge

#### Meilleur Scénario Original / Best Screenplay
- 1993: L'Affaire Savannah (Video Marc Dorcel)
- 1995: Le parfum de Mathilde (Video Marc Dorcel)
- 1996: La Princesse et la Pute (Video Marc Dorcel)
- 1997: The Pyramid (Private)
- 1998: Tatiana (Private)
- 2000: L'Emmerdeuse, Fred Coppula (Blue One)
- 2001: Orgie en noir, Ovidie

#### Meilleur Remake ou Adaptation / Best Remake or Adaptation
- 1999: Niqueurs Nés, Fred Coppula (Blue One)
- 2000: Les Tontons Tringleurs, Alain Payet (Blue One)

#### Meilleure Série Pro-Am Européene / Best European Pro-Am Series
- 1992–1994: nicht verliehen
- 1995: L'Ecole de Laetitia
- 1996: nicht verliehen
- 1997: Les Infirmières de Laetitia (française)
- 1998: L'Ecole de Laetitia (française)
- 1999: Hongrie interdite (française)
- 2000: Euro Anal

#### Meilleure Série Pro-Am Américaine / Best American Pro-Am Series
- 1998: World Sex Tour
- 2000: The Voyeur

#### Meilleure Série Amateur Française / Best French Amateur Series
- 2000: Le Fantasmotron

#### AVN d’Or - Best European Release in the US
- 2000: When Rocco Meats Kelly 2

#### Meilleur DVD / Best DVD
- 2000: La Ruée Vers Laure (Video Marc Dorcel)

#### Platinum Movie (Editors' Choice)
- 1998: The Fugitive
- 2000: Machos

#### Meilleure Jaquette / Best Boxcover
- 1997: The Pyramid (Private)
- 1998: Paris Chic
- 2000: L'Esclave des sens (Video Marc Dorcel)
- 2001: Madness (Private)

#### Best Renting Tape of the year
- 2001: Le diner de can

#### Meilleure Vente / Best Seller
- 1997: The Pyramid (Private)
- 2000: Machos (Blue One)